# Philip Roth
Philip Milton Roth (Newark, 19 de març de 1933 - Manhattan, 22 de maig de 2018) fou un escriptor estatunidenc.

## Biografia
Segon fill de l'agent d'assegurances jueu Herman Roth, Philip Roth va fer els estudis primaris i secundaris a Newark, i després estudià a les Universitats de Bucknell i Chicago. Llicenciat el 1958 en Literatura anglesa, fou professor a Chicago mateix, on havia conegut Saul Bellow, que fou el seu mestre literari. El 1960 es publica el seu primer llibre, el recull de contes Goodbye, Columbus, amb el qual aconsegueix ja el National Book Award, i el 1962 la primera novel·la, Letting go.
La fama li arriba amb el seu quart llibre, Portnoy's complaint ("El trastorn de Portnoy", 1969), novel·la protagonitzada per Alexander Portnoy, un jueu obsessionat pel sexe, qui relata totes les seves experiències a un psicoanalista. Amb humor i un llenguatge directe, l'obra escandalitzà per la franquesa amb la qual parlava del sexe i fou titllada pels jueus més ortodoxos com a antisemita. En ella, però, es troben les claus de la producció posterior de Roth: la recerca de la pròpia identitat, la sexualitat com a motor vital i un humor sarcàstic, prenent, tot sovint, com a material argumental de partida fets autobiogràfics. Així, l'èxit de Portnoy's el dugué a una crisi que quedà reflectida en els seus següents llibres, com ara el relat The breast ("El pit", 1972) en el qual el protagonista es transforma en un enorme pit de dona.
Amb The ghost writer ("L'escriptor negre", 1979) inicià el cicle Nathan Zuckerman, alter ego de l'autor, i que, tant com a protagonista, coprotagonista o narrador per interposició, apareix en vuit novel·les de Roth. Després de l'obra mestra Patrimony: a true story ("Patrimoni: una història autèntica", 1991), relat real sobre els darrers anys de la vida del seu pare, publicà dos títols que inicien un nou enfocament temàtic en la seva obra: Sabbath's theater ("Teatre de Sabbath", 1995) i American pastoral ("Pastoral americana", 1997). La primera, protagonitzada per un vell titellaire, sensual i desenfrenat, és una novel·la d'un humor quasi negre en la qual emprèn un viatge de reflexió cap a l'envelliment i la dialèctica amb la mort. En la segona, amb la qual obtingué el premi Pulitzer, entra de ple en el vell fantasma del Vietnam a través del periple d'un pare que va a la recerca de la seva filla, acusada de terrorisme, i fa una àcida reflexió sobre els Estats Units contemporanis.
Des dels anys vuitanta, Roth, que inicià una relació sentimental amb l'actriu anglesa Claire Bloom, començà a fer llargues estades a Londres fins que, quan deixà definitivament la seva feina docent l'any 1992, s'hi instal·là del tot. La línia començada amb Sabbath's theater s'ha anat perllongant en les seves darreres novel·les: The human stain ("La taca humana", 2000), The dying animal ("L'animal moribund", 2001) i Everyman ("Elegia", 2006). La línia de reflexió sobre el passat recent del país es troba a I married a communist ("M'he casat amb un comunista", 1998) i The Plot against America (2004).
S'han realitzat cinc pel·lícules basades en els seus llibres:
·1969 Complicidad sexual (basada en Goodbye, Columbus)
·1972 El lamento de Portnoy
·1984 El escritor fantasma
·2003 La taca humana
·2008 Elegy (basada en L'animal moribund i dirigida per Isabel Coixet)
El juny de 2012 fou guardonat amb el premi Príncep d'Astúries.

## Obra
(Entre parèntesis, el títol de l'edició catalana i la data de publicació.)
- 1960 Goodbye, Columbus - narracions, National Book Award
- 1962 Letting Go - novel·la
- 1967 When She Was Good - novel·la
- 1969 Portnoy's Complaint (El trastorn de Portnoy, 1997) - novel·la
- 1970 Our Gang - novel·la
- 1972 The Breast (El pit, 1976) - narració
- 1973 The Great American Novel - novel·la
- 1974 My Life As a Man - novel·la
- 1977 The Professor of Desire - novel·la
- 1979 The Ghost Writer - novel·la
- 1981 Zuckerman Unbound - novel·la
- 1983 The Anatomy Lesson - novel·la
- 1985 The Prague Orgy - narració
- 1985 Zuckerman Bound - conjunt de novel·les que inclou les quatre anteriors
- 1987 The Counterlife - novel·la, National Book Critics Circle Award
- 1989 The Facts: A Novelist's Autobiography - relat autobiogràfic
- 1990 Deception - novel·la
- 1991 Patrimony: A True Story - relat autobiogràfic, National Book Critics Circle Award
- 1993 Operation Shylock - novel·la, Premi PEN/Faulkner de Ficció
- 1995 Sabbath's Theater - novel·la, National Book Award
- 1997 American Pastoral (Pastoral americana, 2010) - novel·la, Pulitzer Prize
- 1998 I Married a Communist (Em vaig casar amb un comunista, 2012) - novel·la
- 2000 The Human Stain (La marca de l'home, 2001) - novel·la, Premi PEN/Faulkner de Ficció, Premi Médicis estranger
- 2001 Shop Talk: A Writer and His Collegues and Their Work - entrevistes
- 2001 The Dying Animal (L'animal moribund, 2002) - novel·la
- 2004 The Plot Against America (Complot contra els Estats Units, 2005) - novel·la
- 2006 Everyman (Elegia, 2006) - novel·la, Premi PEN/Faulkner de Ficció
- 2007 Exit Ghost (L'espectre se'n va, 2008) - novel·la
- 2008 Indignation (Indignació, 2009) - novel·la
- 2009 The Humbling (La humiliació, 2010) - novel·la traduïda al català per Xavier Pàmies
- 2011 Nemesis (Nèmesi, 2011) - novel·la

## Nota
No s'ha de confondre amb l'altre escriptor jueu estatunidenc Henry Roth, ni amb l'escriptor d'origen jueu de Galítsia, Joseph Roth (Brody - en ucraïnès: Броди, en jiddisch: בּראָד, transcrit: Brod -, Galítsia, 1894 - París, 1939), que escrivia en llengua alemanya.